# 13151 Polino
13151 Polino este un asteroid din centura principală de asteroizi.

## Descriere
13151 Polino este un asteroid din centura principală de asteroizi. A fost descoperit pe 22 iulie 1995 la Polino de Giampiero Iatteri. El prezintă o orbită caracterizată de o semiaxă mare de 2,31 ua, o excentricitate de 0,21 și o înclinație de 4,5° în raport cu ecliptica.